# 김희춘
김희춘(金熙春, 1915년~1993년 7월 24일)은 대한민국의 건축가이다.

## 생애
함흥 출신이다. 1937년 경성고등공업학교 건축공학과를 졸업하고, 1957년 미네소타 대학교 대학원을 수료했다. 1960년부터 1971년까지 국전 심사위원. 1964년 건축가 협회 회장, 예총 이사, 대한건축학회 부회장, 서울대학교 공과대학 건축공학과 교수를 지냈다. 1963년에 서울특별시 문화상, 1963년 대통령 표창장을 받았다. 작품으로는 〈서울대학교 농과대학 교사 및 강당 서례〉, 〈서울대학교 공과대학 기숙사〉, 〈서울대학교 사범대학 과학관 및 도서관〉, 〈워커힐 주건물〉, 〈수원 조합원호원〉, 〈경기도 청사 설계〉가 있다. 현대 생활에 걸맞은 경제적·실질적인 작품을 주로 하며 특히 온건한 경향을 보이고 있다.

## 같이 보기
- 한국의 건축가 목록